# Andouille de Jargeau
L’andouille de Jargeau, parfois confondue abusivement avec l'andouillette de Jargeau, bien différente selon le Code des usages de la charcuterie, est une spécialité culinaire française de la commune de Jargeau située dans le département du Loiret et la région Centre-Val de Loire.
Elle est composée de chaudins, très minoritairement (ce qui la différencie de l'andouillette), et, surtout, de maigre de porc : épaule, poitrine.

## Géographie
L'andouille de Jargeau est produite principalement à Jargeau, la commune éponyme de la région naturelle du Val de Loire, et plus largement dans tout le département du Loiret. Il ne semble pas qu'une démarche soit entreprise pour revendiquer une IGP.  

## Histoire
Les origines de la spécialité sont incertaines. Plusieurs types d'andouilles sont consommés dans la région orléanaise comme dans beaucoup d'autres régions dès le Moyen Âge, mais les sources n'indiquent pas formellement leurs provenances. Il ne semble pas que l'andouille de Jargeau soit citée dans les ouvrages gastronomiques (encyclopédie, traités, dictionnaires, livres de cuisine) des XVIIIe et XIXe siècles. Elle n'a pas retenu l'attention de Maurice Lelong dans sa littéraire et savante Célébration de l'Andouille. 
La notoriété de l'andouille spécifiquement de Jargeau, dont on ne connaît pas vraiment la composition originelle, remonte cependant à la fin du XIXe siècle au moins, comme le souligne, un peu narquoisement, le journaliste français Victor-Eugène Ardouin-Dumazet dans la 25e série de son ouvrage publié par fascicules Voyage en France : « Je suis enfin venu parcourir la calme bourgade dont toute la renommée est due pour nous, gens d'autres provinces, à une des plus belles victoires de Jeanne d'Arc. Aux yeux des habitants du Gâtinais et de la Sologne, les andouilles sont une illustration plus grande, paraît-il. »
La confrérie des chevaliers du goûte-andouille, qui promeut la spécialité, est créée en 1971,.

## Description
L'andouille de Jargeau - en principe de 15 à 20 cm de long et de 4 à 5 cm de diamètre, mais ce n'est pas codifié - présente la particularité d'être constituée d'au moins 60 % de viande de porc, le reste étant constitué d'abats (chaudins précuits) et d'ingrédients acceptés au chapitre 10.1 du Code des usages de la charcuterie, de la salaison et des conserves de viande, notamment d'oignon, d’échalote ou de persil.
L'andouillette de Jargeau, elle aussi définie par le Code (faisant référence pour les professionnels de la charcuterie et la répression des fraudes) au chapitre 10.4, est essentiellement composée de chaudin.

## Manifestations
À Jargeau, la confrérie des chevaliers du goûte-andouille organise chaque année un concours international de la meilleure andouille, le deuxième samedi du mois de mars, ainsi que la foire à l'andouille le deuxième dimanche de juin,.
Le diplôme de l'AAAAA, statutairement attribuable à des andouilles comme à des andouillettes, n'a été, jusqu'à présent (2017), décerné à aucun produit de Jargeau.